# Castillo de Plessis-Bourré
El castillo de Plessis-Bourré —en francés: Château de Plessis-Bourré— es un castillo francés situado en la comuna de Écuillé, departamento de Maine-et-Loire, a unos quince kilómetros de Angers, entre los valles de Mayenne y de la Sarthe. Pertenece al conjunto cultural de castillos del Loira, pero no está dentro del ámbito del «Valle del Loira entre Sully-sur-Loire y Chalonnes-sur-Loire» declarado Patrimonio de la Humanidad en 2000.
El castillo —junto con el estanque, foso y avenidas— ostenta la categoría de Monumento histórico de Francia desde el 1 de junio de 1931.

## Historia
Jean Bourré, gran tesorero y principal confidente del rey de Luis XI de Francia, adquirió el campo de Plessis-Bourré, propiedad de la familia de Sainte-Maure el 26 de noviembre de 1462. De la antigua mansión localizada en estas dependencias, construyó desde 1468 a 1473 el actual castillo.
Más tarde, Charles Bourré se transformó en el chambelán del rey, señor de Vaux y Beaumont.
El castillo fue visitado por dos reyes de Francia en el siglo XV:
- Luis XI, el 17 de abril de 1473 , durante una peregrinación a Nuestra Señora de Béhuard;
- Carlos VIII, el 10 de junio de 1487, acompañado por su hermana mayor, la regente Ana de Beaujeu.

En 1751 el castillo fue comprado por la familia Ruillé. Jean-Guillaume de Ruillé fue ejecutado en 1794.
En 1850, el castillo fue puesto a la venta, sin tener proponentes, por lo que estuvo en riesgo de transformarse en cantera de piedra caliza hasta que el Maestro de Enmienda, que era notario en Angers, deseoso de preservar el sitio decidió comprarla en 1851.
En 1911 fue comprada por Henry Vaisse, sobrino de Claude-Marius Vaïsse, prefecto y senador de Lyon durante el Segundo Imperio, y apodado el "Haussmann Lyonnais". Tras su muerte, la edificación paso a manos de su sobrino François Reille-Soult, duque de Dalmacia y diputado por Tarn, quien la abrió al público creando un circuito turístico.
El castillo —junto con el estanque, foso y avenidas— ostenta la categoría de Monumento histórico de Francia desde el 1 de junio de 1931.

## Arquitectura
El espacio creado en torno al castillo crea la ilusión de que la construcción está rodeada por el agua.
Debido a que posee tanto un gran foso —atravesado por un puente de cuarenta y cuatro pies de largo— como una arquitectura claramente defensiva, doble puente levadizo, mazmorras y almenas, el castillo es una fortaleza en sí aunque también puede considerarse como una residencia de agrado.
Es esta característica la que le otorga cualidades de un castillo llamado de transición, ya que señala la llegada del Renacimiento —altas ventanas con parteluz, amplios salones ...—, pero conservando las características de una fortaleza —cuatro torres masivas, fosos, puentes levadizos y adarves.
Una particularidad arquitectónica que se observa es que los fosos no bañan directamente los muros de la fortaleza, una pequeña terraza, tres metros de ancho, permite a los artilleros reposar alrededor del castillo

## Mobiliario
El castillo alberga diversas obras de arte, tapices, pinturas, trabajos en madera y muebles tales como:
- El artesonado del techo de la sala guarda veinticuatro pinturas, cuyo autor es desconocido. Dieciséis de estas obras muestran un símbolo de los alquimistas de la época particularmente inspirados en tres principios activos: el mercurio, el azufre y la sal, mientras que los otros ocho son escenas proverbiales escenas[n 1] que representan al «espíritu del mal y la audacia»; esta era una osadía tal, que las pinturas estuvieron escondidas hasta el siglo XVIII.
- Una Virgen del dolor en madera policromada.
- Dos tapices flamencos, inspirados en los Hechos de los Apóstoles. Un tapiz del martirio de San Esteban.
- Un retrato de Jean Bourré de 1461 y uno de Marguerite de Feschal, su esposa, pintado por Charles Bourré en el siglo XVII.
- Dos naturalezas muertas firmadas por Quentin de la Tour.

## Cine
El castillo se ha utilizado como set para varias películas, como:
- Peau d'âne (1970), de Jacques Demy con Catherine Deneuve y Jean Marais.
- Louis XI , de Jean-Claude Lubtchansky.
- Jeanne d'Arc (1989), telefilme de Pierre Badel.
- Le Bossu (1997), de Philippe de Broca.
- Fanfan la Tulipe (2003), de Gérard Krawczyk con Vincent Perez y Penélope Cruz.
- La Reine et le Cardinal (2008), telefilme con Philippe Torreton.
- La Princesse de Montpensier (2009), de Bertrand Tavernier.